# The Best of Britny Fox
The Best of Britny Fox è una raccolta dei Britny Fox uscita il 28 agosto 2001 per l'Etichetta discografica Sony/Legacy.
Il disco contiene una raccolta dei migliori brani dei primi due album (Britny Fox e Boys in Heat) con Dean Davidson alla voce. Sono presenti inoltre due video bonus multimediali tratti dal DVD "Year of the Fox": il videoclip originale di "Girlschool", e "Long Way to Love" tratto da un live a Tokyo, Giappone nel capodanno 1988/89.

## Tracce
1. Girlschool (Davidson) 4:25
2. Long Way to Love (Davidson) 4:54
3. Save the Weak 	(Davidson) 	5:07
4. Don't Hide (Davidson) 4:49
5. Gudbye T' Jane (Holder, Lea) 4:26 (Slade Cover)
6. Livin' on the Edge (Davidson) 2:53
7. In Motion (Davidson) 2:45
8. Standing in the Shadows (Davidson) 3:49
9. Hair of the Dog (Agnew, Charlton, McCafferty, Sweet) 4:11 (Nazareth Cover)
10. She's So Lonely (Davidson) 4:03
11. Dream On (Davidson, Smith) 4:56
12. Long Way to Love (Davidson) 7:23 [Live in Giappone]

### Video Bonus
1. Girlschool (Videoclip originale)
2. Long Way to Love (esecuzione dal vivo tratta da un concerto a Tokyo, Giappone nel capodanno 1988/89)

## Formazione
- Dean Davidson - voce, chitarra
- Michael Kelly Smith – chitarra
- Billy Childs – basso
- Johnny Dee - batteria